# マイケル・トーキー
マイケル・トーキー（Michael Torke, 1961年9月21日 ウィスコンシン州ミルウォーキー - ）はアメリカ合衆国の作曲家。
ハイスクール卒業後にイーストマン音楽学校に進み、ジョゼフ・シュワントナーとクリストファー・ラウズに師事。イェール大学にも学んだ。ジャズのリズムや楽器法およびミニマリズムに影響された作品を作曲しており、多くの作品は明快かつ古典的な調性感をもつ。近作は伝統的な楽式による職人的な作品が増えており、デル・トレディチともども新ロマン主義音楽の作曲家に位置づけられる。器楽曲では、曜日や日用品を題名にすることを好んでいる。
時にポストミニマリズムの作曲家とも呼ばれるが、最も典型的なポストミニマル風の作品は、「四つの諺 Four Proverbs 」である。この作品は、音節ごとに各音のピッチが固定されており、旋律が変奏されると、無意味な言葉の流れが生じるというものだった。このような作曲様式による作品は、ほかに「諺辞典 Book of Proverbs 」と「イザヤの歌 Song of Isaiah 」がある。
おそらく最も有名な作品は、アトランタ・オリンピック委員会の委嘱によって、アトランタ交響楽団創設50周年の記念演奏会のために作曲された「槍投げ Javelin 」（1994年）であろう。これは1996年のアトランタ・オリンピック夏季大会の開会式において、オリンピックの歴史を紹介するアトラクションのテーマ曲として使用された機会音楽であり、伝統的な演奏会用序曲のように構成されている。オラトリオ「四季 Four Seasons 」は、ニューヨーク・フィルハーモニー管弦楽団の創立100周年を祝ってウォルト・ディズニー・カンパニーによって委嘱された。ニューヨーク・シティ歌劇場のためのオペラの計画は頓挫したが、代わりにミュージカルの作曲に向かっている。
共感覚の持ち主のため、多くの器楽曲の題名を色からとっており、後に組曲「色の音楽 Color Music 」を編み出した。
「スパナ Adjustable Wrench 」（1987年）はジャズに、「錆 Rust 」（1989年）はラップやディスコに影響されている。「灰 Ash 」（1989年）や「電話帳 Telephone Book 」（1985年/改訂1995年）は、ベートーヴェンやメンデルスゾーンの時代様式への臆面もない回帰であるとして、批評筋から叩かれた。
2003年に独自のレーベル「エクスタティック・レコーズ」を設立し、アーゴ・レコーズ（現在は倒産）から1990年代に出された6点のCDをセットで復刻している。